# Fortaleza de la Zahara ibérica

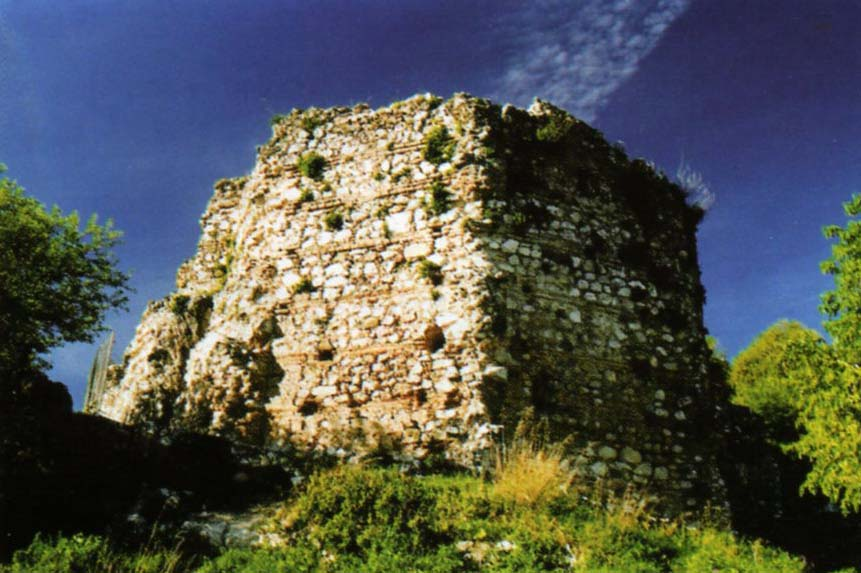
Ábside Iglesia primitiva antes de excavaciones.

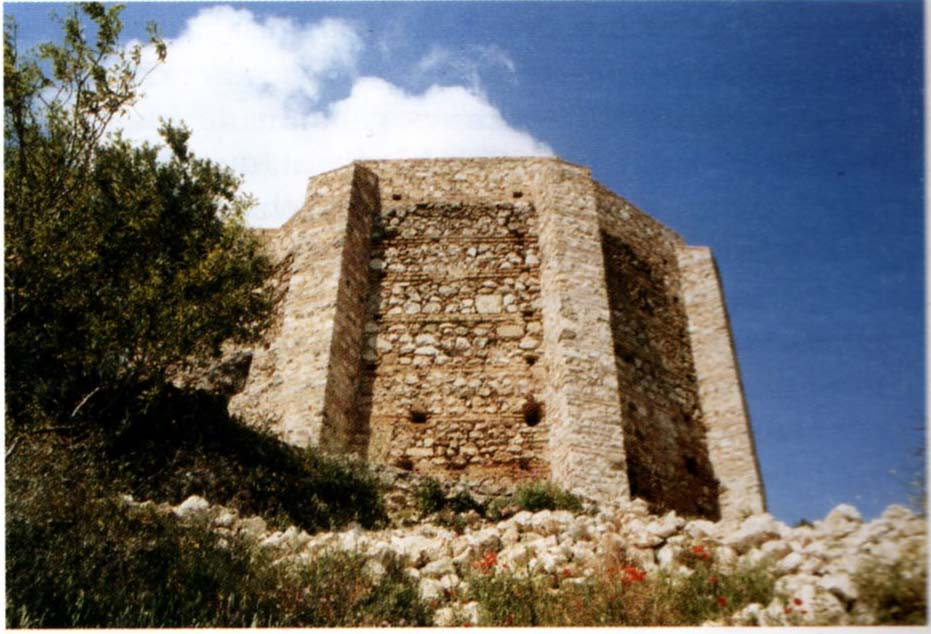
Ábside después de la excavación.

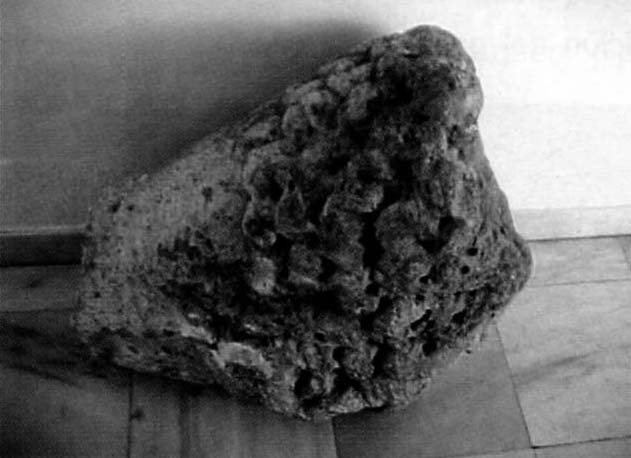
León encontrado en los alrededores de Zahara.

La Fortaleza de la Zahara ibérica es un oppidum situado en el área de influencia del yacimiento arqueológico Acinipo, situado cerca de Ronda, localidad española de la provincia de Málaga. De tamaño medio, de unas 6 ha, ubicado en la peña de Zahara y de la que tenemos documentación arqueológica gracias a Luis Mª Cobos Rodríguez. La misma peña rocosa serviría de defensa aunque no se descarta la existencia de murallas en algunos tramos. La población se situaría en ladera estableciéndose las viviendas en terrazas siguiendo las curvas de nivel. Al igual que ocurriría en épocas posteriores las casas estarían labradas en la roca caliza.
La estructura del poblamiento en el territorio alrededor de la vega de Zahara se establecería a partir de un oppidum grande que sería Acinipo. A continuación y siguiendo un orden jerárquico se situaría el de Zahara y otros de parecidas características. Y en un tercer nivel se encontrarían los caseríos, asentamientos ubicados sobre pequeños cerros, que bien podrían ubicarse en los arroyos de Arroyomolinos y Bocaleones. En este último se ha registrado en superficie cerámica ibérica de bandas monocromas.
En cuanto al control del territorio, la distribución de los asentamientos seguiría un modelo longitudinal asociado al eje del Guadalete y de los valles interiores. Así pues desde el nacimiento del río hasta Arcos de la Frontera se distribuirían una serie de ciudades, oppida de distintos tamaños y caseríos, que obtendrían sus recursos económicos, sobre todo agrícolas, de las tierras fértiles del valle. De la jerarquía territorial inferimos una jerarquía social. La existencia de una fortificación en Zahara denota no sólo un elemento defensivo sino que a su vez simboliza el poder establecido, reafirmado por el descubrimiento de dos figuras zoomorfas representativas del mundo funerario de la aristocracia. Las dos figuras representan dos leones. Uno de ellos, publicado por Rosario Cabrera y Margarita Valor, fue encontrado en el camino que se dirige desde la Puerta de la Villa Medieval de Zahara hacia el cementerio actual, a causa de unas obras de pavimentación en 1972. El segundo, fue hallado en el cortijo de Cabeza Real, cercano a la fortaleza junto al cauce del río. Ambas esculturas zoomorfas, por su tipología, se adscriben cronológicamente a un periodo íbero-romano entre los siglos II-I a. C.
En el yacimiento de la Villa Medieval se han registrado arqueológicamente una serie de materiales y de estructuras constructivas que apoyan la hipótesis acerca del hábitat íbero en la peña y su entorno. El momento de conexión entre el mundo ibérico-turdetano y la cultura romana que se produce a finales del siglo III a. C. ha sido registrado arqueológicamente en el yacimiento. Concretamente en una estructura excavada en la roca considerada como una cisterna de captación de agua. En su interior se han documentado cinco niveles estratigráficos que rellenaron la estructura tras su abandono. De forma ovalada y situada en el interior de la nave central de la antigua iglesia bajo el nivel del suelo.
Los cinco niveles estratigráficos documentados fueron depositándose poco a poco sobre la cisterna y cubriéndola hasta rellenarla por completo. A partir de ese momento nunca más fue vaciada ni alterada. Pasaron años y siglos y no fue utilizada hasta que los valiosos trabajos de Luis Mª Cobos Rodríguez la descubrieron. Dicha cisterna guardaba el secreto de varias ánforas completas y de otros objetos arqueológicos que demostrarían científicamente la existencia de un hábitat ibérico y romano.
Entre los objetos encontrados hay una terracota de rostro humano perteneciente a un pebetero o quemaperfúmenes de tradición púnica, y que podríamos datar entre los siglos III-I a. C. Fue encontrada durante las excavaciones realizadas en la iglesia primitiva de Santa María de la Mesa en el interior de la cisterna ibérica siendo posiblemente uno de los objetos más preciados de los encontrados en Zahara, según Luis Mª Cobos.